# ヴィクトール・パリモフ

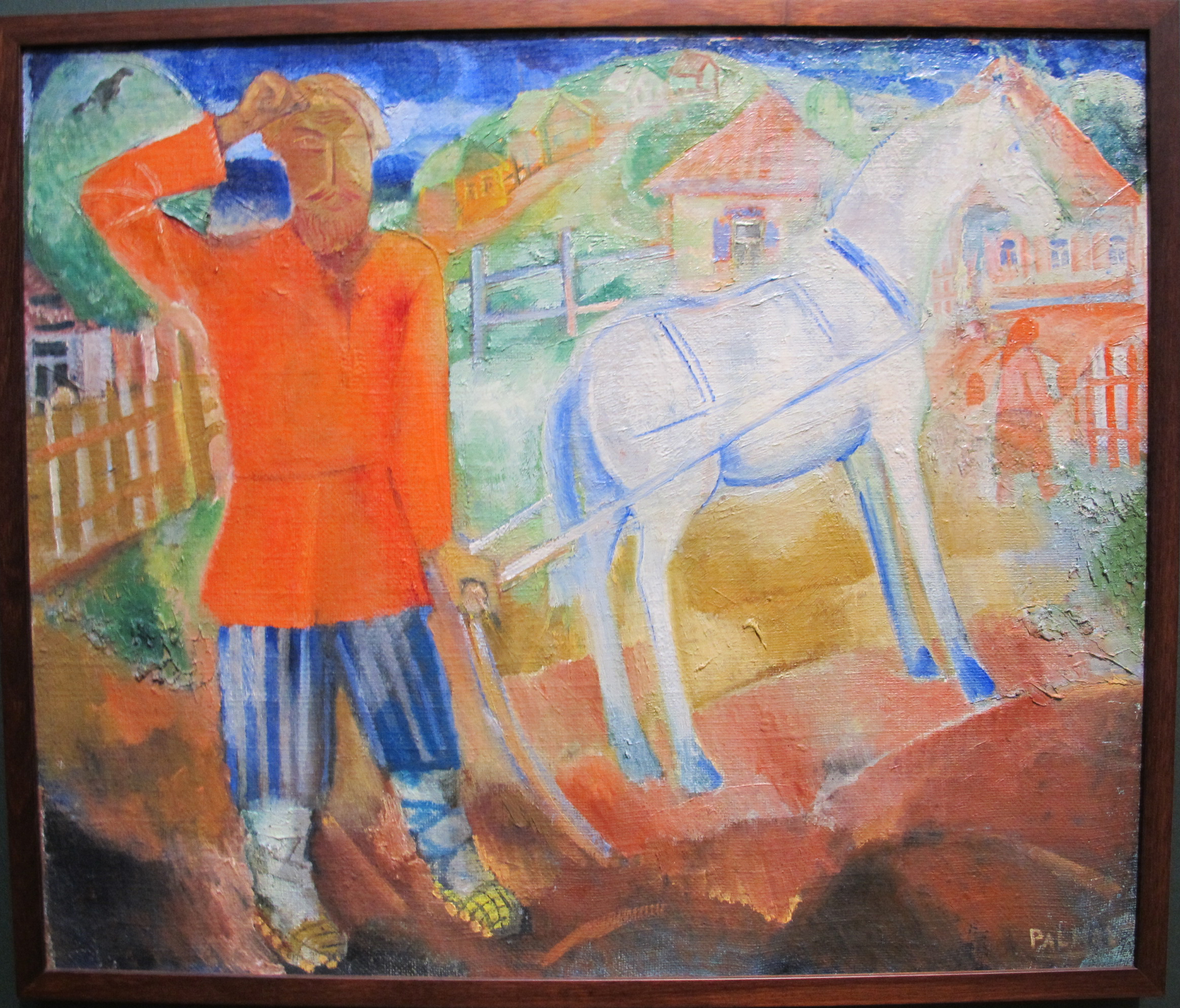
Painting in Tretyakov Gallery, Moscow

ヴィクトール・ニカンドロヴィチ・パリモフ（Victor Palmov, ロシア語: Виктор Никандрович Пальмов, 1888年10月10日 - 1929年7月7日）は、ロシアの未来派の画家。

## 生涯
彼はサマーラに生まれた。1911年から1914年まで、モスクワ絵画・彫刻・建築学校に学ぶ。1920年には来日。同年10月に、ダヴィッド・ブリュリュークとともに、「日本に於ける最初のロシア画展」を開催（東京京橋・星製薬株式会社。500点出品）。ロシア未来派の代表的な画家となった。
1921年、国民美術協会第9回展にて「モスクバ未来派の画家ヴィクトル・パリモフの展覧会」を開催（東京上野・竹之台陳列館。73点）。単独での展覧会に至った経緯は不明だが、読売新聞で有島生馬が高く評価したことが影響していると考えられる。
その後ロシアに戻り、1920年代にはキエフ美術学校の教授も務めた。
1929年にキエフで死去している。

## 主要作品
- 海水浴場（1920年頃）

## 関連する展覧会
- 芸術と革命展　ロシア・アヴァンギャルドの旋風 1920-30の肖像（1982年、西武美術館）
- 1920年代日本展（1988年）
  - 東京都美術館（4月9日～6月5日）
  - 愛知県美術館（6月19日～6月29日）
  - 山口県立美術館（7月15日～8月21日）
  - 兵庫県立近代美術館（10月15日～11月23日）
  - 主催：東京都美術館・山口県立美術館・兵庫県立近代美術館・朝日新聞社など）
  - 2点出品
    - Ia 45: 作品（労働者等は工場から帰る）（1920年頃）
    - Ia 46: 海水浴場（1920年頃）
- 極東ロシアのモダニズム1918-1928（2002年）
  - 町田市立国際版画美術館（4月6日～5月19日）
  - 宇都宮美術館（5月26日～7月7日）
  - 北海道立函館美術館（7月16日～9月1日）
  - 企画・構成
    - 町田市立国際版画美術館（青木茂・滝沢恭司）
    - 宇都宮美術館（谷新・前村文博）
    - 北海道立函館美術館（青野昌勝・穂積利明）
    - 日本対外文化協会（加藤順一・橘克子）
    - 東京新聞（山城輝幸・森要造・田中玲子・中田順子）
    - 五十殿利治
    - 水沢勉

  - 出品作中のパリモフの作品：Nos.57-63, 188-191
- 生誕140年 尾竹竹坡展（2018年）
  - 富山県水墨美術館（2月16日〜3月25日）

## 日本語の文献
- 1920年代日本展・展覧会カタログ（1988年）
  - 「海水浴場」の図版を掲載
- 極東ロシアのモダニズム・展覧会カタログ（2002年）
  - カタログ編集：五十殿利治・滝沢恭司・橘克子・水沢勉・東京新聞
  - 掲載図版：次の出品作11点およびfig.3-2～3-4, fig.7-3, fig.23, fig.26
    - No.57: 踊る女、1920、東京都現代美術館
    - No.58: 海水浴場、1920頃、兵庫県立近代美術館
    - No.59: 作品（労働者等は工場から帰る）、1920頃、兵庫県立近代美術館寄託
    - No.60: 手術、1920、東京都現代美術館
    - No.61: スイフンスキー市場、1919、沿海地方絵画美術館（ウラジオストク）
    - No.62: 女たち、制作年記載なし、チタ州郷土誌博物館
    - No.63: 「十月革命万歳」ポスター、1921（推定）、ハバロフスク地方郷土誌博物館
    - No.188: 日本女性（母子像）、1920、萬鉄五郎記念美術館寄託
    - No.189: 黒田乙吉像、1920、個人蔵
    - No.190: 日本の椰子、制作年記載なし、チタ州郷土誌博物館
    - No.191: 後藤忠光宛葉書、1921年6月19日、個人蔵
- 生誕140年 尾竹竹坡展　展覧会カタログ（2018年）
  - 著・遠藤亮平・菊屋吉生・坂森幹浩・堀川浩之

## 作品

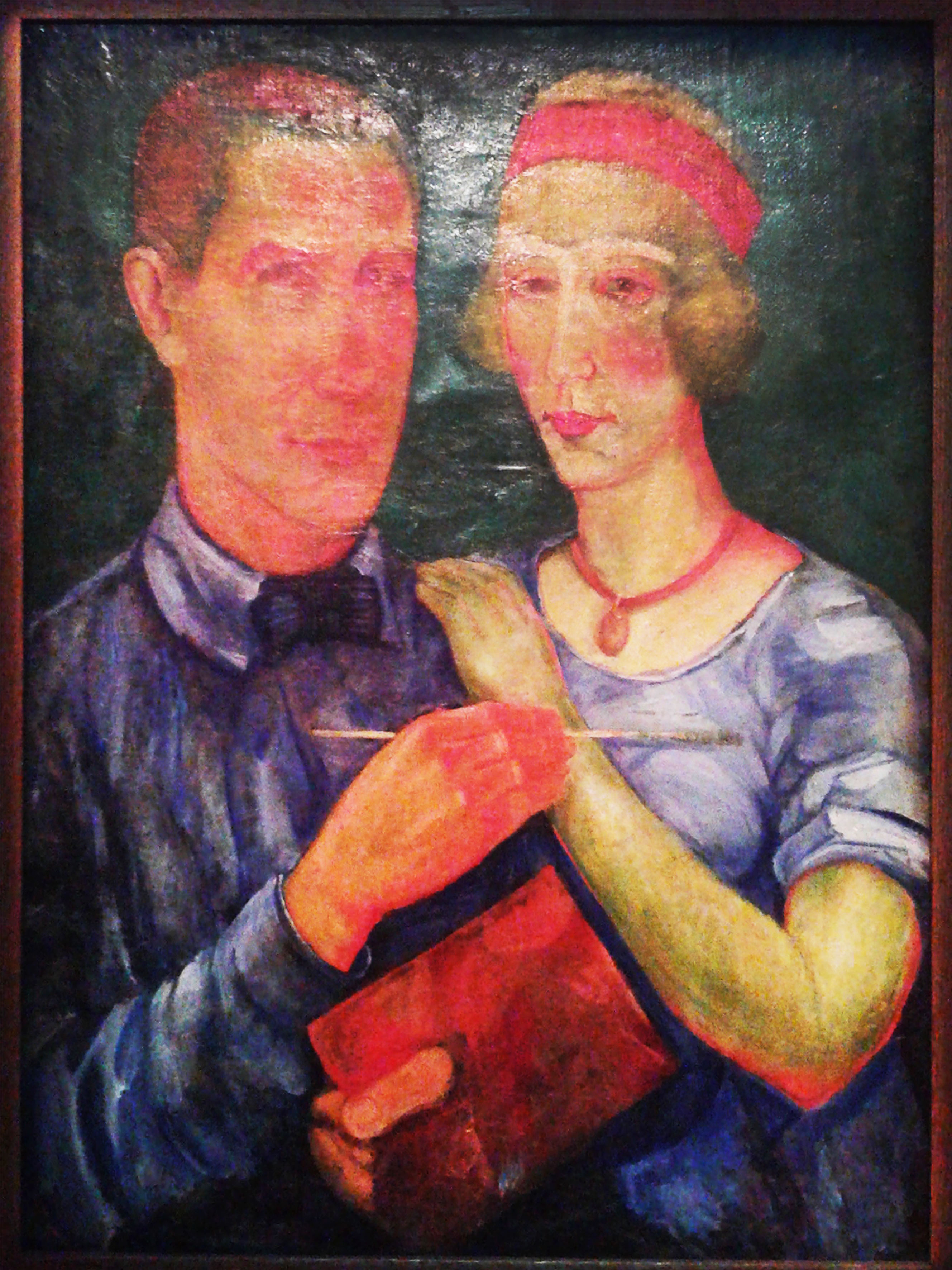
妻といる自画像(1920)
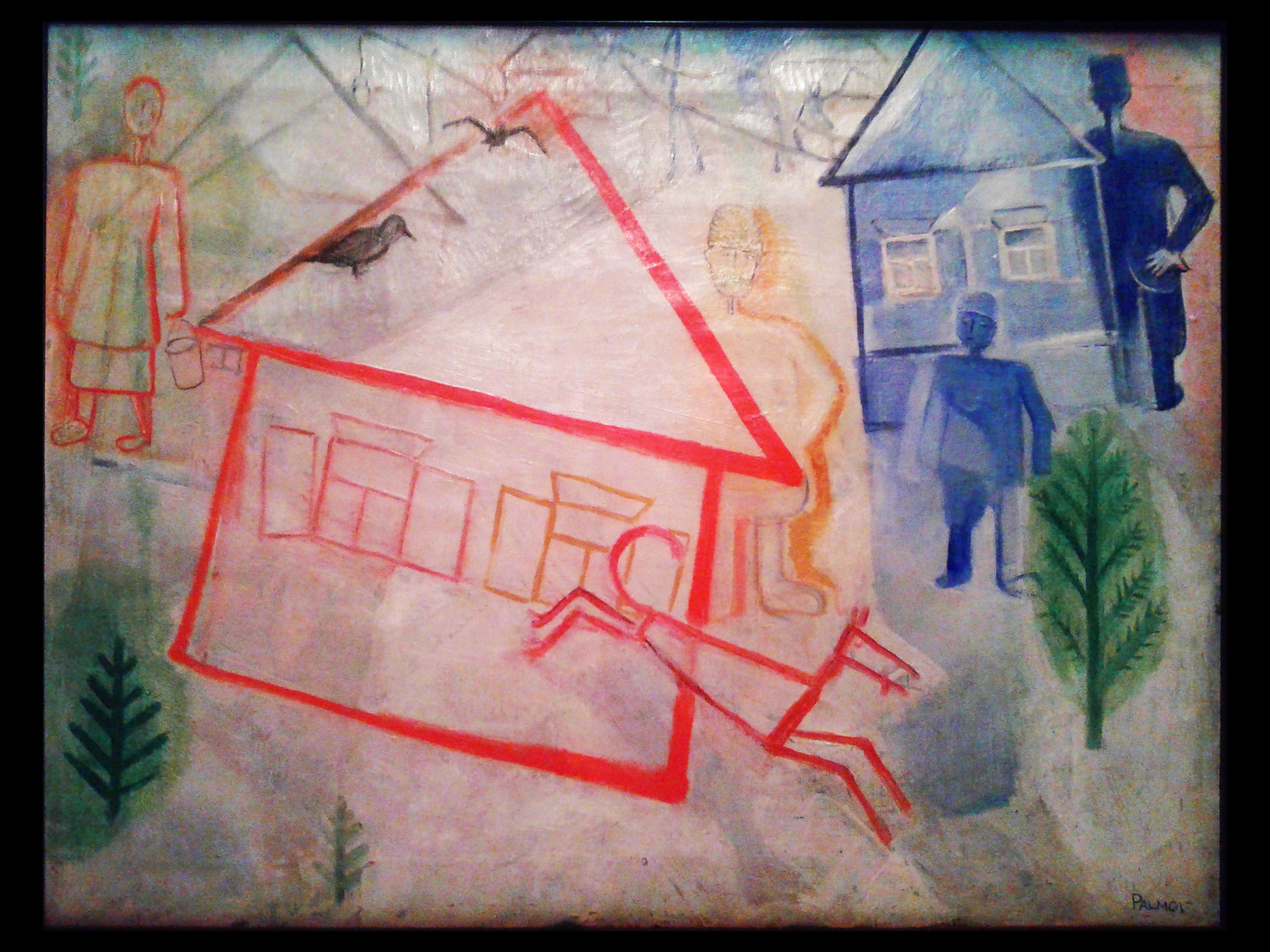
「冬のウクライナの村」(1919/1920)